# Brukev černá
Brukev černá (Brassica nigra) je jednoletá, obvykle okolo 1 m vysoká, rozvětvená bylina kvetoucí asi 1 cm velkými, světle žlutými květy. Je jedním z mnoha druhů rodu brukev, je významná hlavně svými ostře chutnajícími semeny.

## Výskyt
Druh pocházející z východního Středomoří byl v minulosti zavlečen na celé území Evropy (vyjma nejsevernějších částí) a do Afriky. Druhotně se vyskytuje téměř po celé Asii, v Americe i Austrálii, je považována za rostlinu kosmopolitně rozšířenou. Dříve se brukev černá ve střední Evropě také pěstovala, v současnosti se zde (až na výjimky) již neseje. V České republice je vyhodnocena jako zdomácnělý archeofyt, v teplejších oblastech se příležitostně vyskytuje jen jako málo škodlivý plevel.
Brukev černá dává přednost dobře osvětleným nebo jen mírně zastíněným místům s vlhkou a výživnou propustnou půdou s dostatkem humusu a dusíku. Nejčastějším místem výskytu jsou mokřady, břehy vodních toků či nádrží a obhospodařovaná vlhká pole. Vyskytuje se také na písčitých půdách, a to obvykle při okrajích příkopů okolo cest, stejně jako na smetištích, rumištích či železničních náspech. Vzrůstnost rostliny je pak přímo úměrná dostatku živin.

## Popis

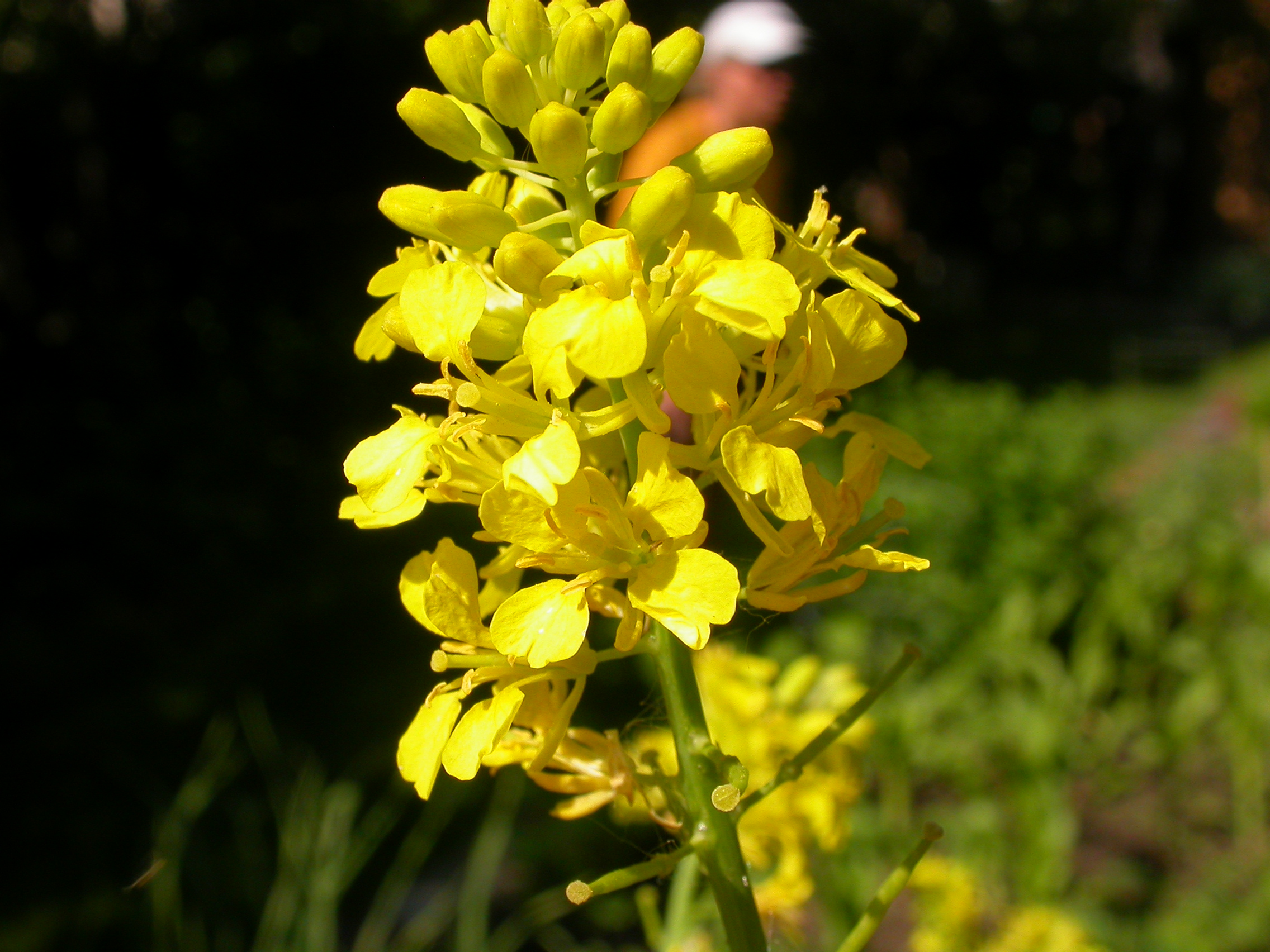
Květenství

Jednoletka s lodyhou 60 až 150 cm vysokou, vyrůstající z tenkého kořene. Lodyha, která je ve spodní části porostlá štětinatými chlupy, se silně rozvětvuje do dlouhých, široce rozevřených prutnatých větví. Na humózních vlhkých půdách může vyrůst i do výše 250 cm.
Přízemní listy jsou dlouze řapíkaté a jejich podlouhlé nebo vejčité čepele bývají průměrně 15 × 5 cm velké. Jsou lyrovitě peřenodílné nebo peřenosečné s jedním až třemi páry bočních segmentů, podstatně větší koncový segment je vejčitý a po obvodě hrubě zubatý. Výše postavené celokrajné, úzce vejčité až kopinaté lodyžní listy jsou přisedlé a směrem k vrcholu se zmenšují.
Po odkvětu prodlužující se hroznovitá květenství jsou vrcholová nebo úžlabní a jsou tvořená světložlutými oboupohlavnými květy na stopkách. Čtyři kopinaté, vodorovně odstávající kališní lístky bývají 5 mm dlouhé. Čtyři světložluté korunní lístky s tmavými žilkami mají dlouhý nehtík, na konci jsou zaoblené a bývají dlouhé asi 9 mm. V květu je šest tyčinek, čtyři delší (5 mm) a dvě kratší (3 mm). Srostlé plodolisty tvoří jediný pestík s bliznou. Kvete od června do srpna, semena dozrávají od července do září. Ve květech je hodně pylu a nektaru, opylování se účastní spíše mouchy a včely než motýli a vosy.
Plody jsou vzpřímeně rostoucí dvoudílné šešule které jsou přitisklé k ose plodenství. Jsou zploštělé, čtyřhranné, až 2 cm dlouhé a 2 mm široké, na vrcholu mají výrazný zploštělý zobáček a jejich chlopně jsou nad semeny vypuklé. Obsahují čtyři až osm 1 mm velkých kulovitých semen s hrubě mřížkovaným osemením červenohnědé až černé barvy. Semena jsou silně štiplavá.

## Význam

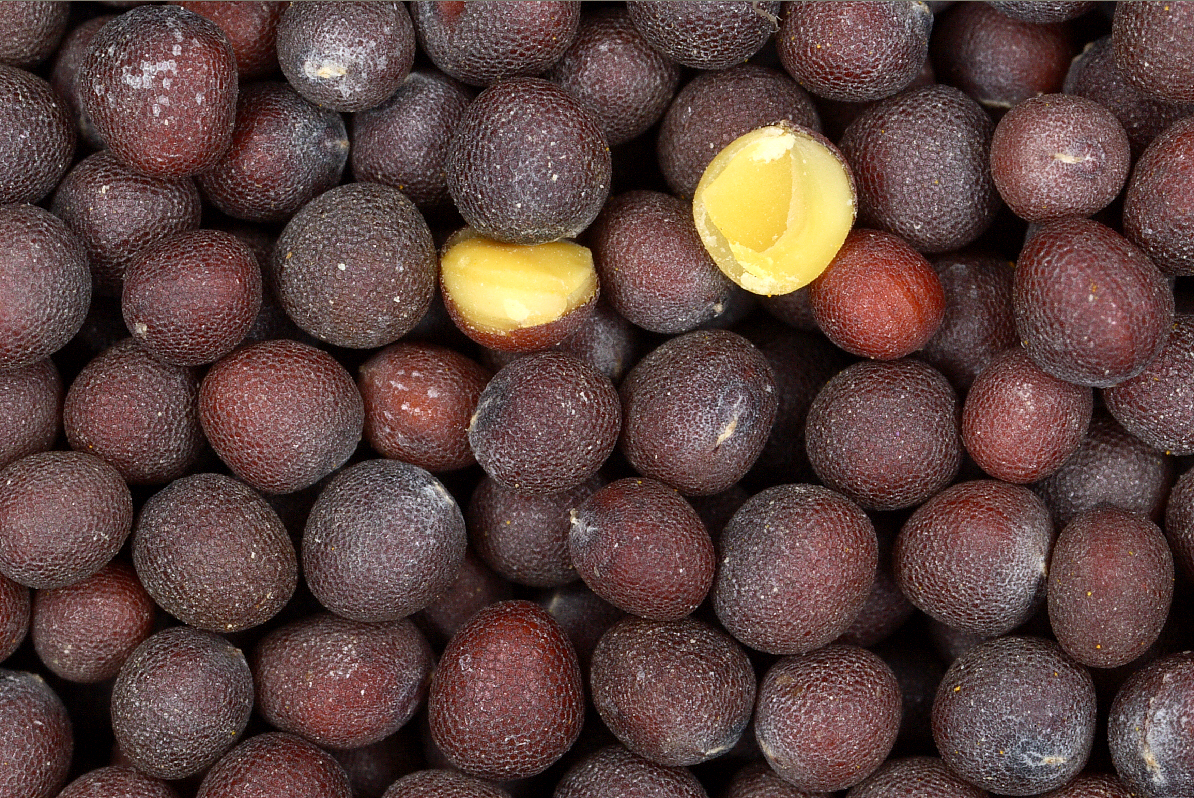
Semena

Semena mají okolo 40 % hořčičného oleje a obsahující dráždivý allylisothiokyanát, produkt rozkladu sirného glukosinolátu – sinigrinu. Na prášek rozemletá semena se používají k aromatizaci potravin. Tento olej má ale hodně kyseliny erukové a ze zdravotních důvodů jsou v potravinářství v zemích Evropské unie a ve Spojených státech amerických stanoveny maximální limity kyseliny erukové v tucích. Proto se šlechtí odrůdy se sníženým obsahem kyseliny erukové. Na Indickém subkontinentu je hořčičný olej nedílnou součásti místních pokrmů, stejně jako semena v různé úpravě (vařená, smažená, pražená).
V minulosti bývala drcená semena brukve černé neodmyslitelnou součásti "ostřejších" hořčic vyráběných v Evropě, v současnosti jsou ale nahrazována semeny brukve sítinovité, která je plodnější a snáze se pěstuje i sklízí. V Asii i Africe místní obyvatelé z mladých rostlin hojně konzumují syrové listy nebo vařené lodyhy.
Olej se mimo potravinářství používá také při výrobě kosmetiky nebo se upravuje na průmyslová maziva. Rostliny nejsou pro svou ostrou chuť vhodným krmivem pro býložravce, zkrmují se však vylisované pokrutiny.
Sušená a drcená semena smíchaná s vodou se používají k obkladům proti kašli, zánětům, svalovým bolestem, revmatismu a k prokrvení kůže, dlouhodobě přiložené obklady však vedou k podráždění kůže. Vnitřní užití zvyšuje chuť k jídlu a usnadňuje trávení, ve větších dávkách působí projímavě. Oleje se užívá také k podpoře růstu vlasů nebo bývá obsažen v přípravcích odpuzujících psy a kočky.